# Dioscorea campos-portoi
Dioscorea campos-portoi là một loài thực vật có hoa trong họ Dioscoreaceae. Loài này được R.Knuth mô tả khoa học đầu tiên năm 1937.